# Талинска офанзива
59° 26′ N 24° 44′ E / 59.433° С; 24.733° И
Талинска офанзива (рус. Таллинская наступательная операция) била је стратешка офанзива црвеноармејске 2. ударне армије и 8. армије и Балтичке флоте против немачког армијског одреда Нарва и естонских копнених јединица у Естонији на Источном фронту у Другом светском рату од 17. до 26. септембра 1944. године. У Немачкој је напуштање естонске територије било познато под кодним називом Операција Астер (немачки: Unternehmen Aster).
Совјетска офанзива започела је совјетском 2. ударном армијом која је пробила одбрану II армијског корпуса дуж реке Емајиги у близини Тартуа. Браниоци су успели да успоре совјетско напредовање у довољној мери да би се одред Нарва уредно евакуисао из континенталне Естоније. Дана 18. септембра уставна влада Естоније заузела је владине зграде у Талину од Немаца, а град су напустиле немачке снаге до 22. септембра. Лењинградски фронт заузео је главни град и заузео остатак Естоније до 26. септембра 1944. године.

## Позадина сукоба

### Увод
Напади Лењинградског фронта потиснули су групу армија Север западно од Чудско-псковског језера, што је резултирало низом операција око Нарве. На југу су совјетске снаге напредовале према балтичкој обали на крају операције Багратион the белоруске стратешке офанзиве (јун – август 1944) против групт армија Центар. Совјетска офанзива на Талин замишљена је као део Балтичке офанзиве за уклањање положаја групе армија Север дуж Балтика.
Ставка је започела замршену операцију снабдевања и транспорта, да би преместила 2. ударну армију са фронта Нарве на реку Емајиги, 5. септембра 1944. Ставка је наредила 25. речној бродској бригади и инжињеријским трупама да превезу јединице преко Чудско-псковског језера. Изграђено је пет прелаза од руског насеља Пнево преко мореуза Ламијарв, широког 2 км, до естонског села Мехикорма. Четрдесет и шест бродова превозило је 24 сата дневно преко језера 135.000 војника, 13.200 коња, 9.100 камиона, 2.183 артиљерије и 8.300 тона муниције. Јединице Луфтвафе-а посматрале су совјетске припреме без интервенција. Совјетска 2. ударна армија стекла је команду над фронтом Емајиги од Трећег балтичког фронта 11. септембра 1944.
Три совјетска балтичка фронта започела су офанзивну операцију у Риги 14. септембра, дуж немачког 18. армијског фронта од града Мадоне у Летонији до ушћа реке Мали Емајиги. У естонском делу, од железничког чвора Валга до језера Вирцјарв, совјетски 3. балтички фронт напао је немачки XXVIII армијски корпус. Немачке и естонске јединице милиције задржале су своје положаје и спречиле опкољавање армијског одреда Нарва у Естонији.

### Совјетски циљеви
Совјетске снаге покушале су заузети Естонију и њен главни град Талин. Ставка је очекивала да ће брз пробој на фронту Емајиги отворити пут оклопним јединицама према северу, чиме ће армијски одред Нарва одсећи од остатка групе армија Север. Команда Црвене армије претпоставила је да ће главни правац повлачења немачих снага бити Талин и тамо концентрисала своје снаге у покушају да блокира путеве.

### Немачки циљеви
Група армија Север већ је размишљала о напуштању Естоније у фебруару 1944. године, током совјетске Кингисепско-гдовске офанзиве. Велики број јединица био је ослобођен променом фронта, али је фронт Нарве и даље остао да брани положаје по Хитлеровом наређењу. Немачка команда сматрала је важним да задржи контролу над јужном обалом Финског залива to како би се олакшала ситуација у Финској и задржала совјетска балтичка флота заробљена у источном делуу залива. Задржавање резерви уљних шкриљаца и индустрије уљних шкриљаца у Ида-Вируму било је важно из економских разлога.
Излазак Финске из рата 3. септембра пружио је политички замах за напуштање Естоније. Следећег дана генералоберст Хајнц Гудеријан сугерисао је да неће бити могуће задржати Рајхскомесаријат Остланд и наредио израду планова за операцију евакуације, кодног имена Кенигсберг. Хитлер је, међутим, изјавио да Остланд не смеју да изгубе ни по коју цену, јер би то пружило подршку оним Финцима који нису фаворизовали нови курс владе, и утицало би на Шведску да одржи тренутну спољну политику. После ручка, Гудеријан је наредио да се план Кенигсберг ипак тајно покрене. Следећег дана оберст Нацмер посетио је седиште армијског одреда Нарва како би разговарао о детаљима евакуације. Дана 11. септембра у штабу војске расправљало се о евакуацији из Естоније. Дана 15. септембра, врховни командант Групе армија, генералоберст Фердинанд Шернер, затражио је да Гудеријан убеди Хитлера да нареди евакуацију немачких трупа из континенталног дела Естоније, под кодним називом Операција Астер. Шернер је нагласио да би, иако се фронт још увек држао, одлагање наређења значило да ће јединице у Естонији бити заробљене. Хитлер се сложио 16. септембра.
Према плану, главне снаге армијског одреда Нарва морале су се повући углавном преко Виљандија и Парнуа дo Риге. Да би то постигли, II армијски корпус на фронту Емајиги и XXVIII армијски корпус код Малог Емајигија морали су да одржавају линију фронта стабилном док армијски одред Нарва не прође иза њих. Званично, почетак операције требало је да буде 19. септембра. Повлачење је требало да буде постепено, кроз неколико линија отпора. Повлачење су требале подржати углавном јединице које су се састојале од Естонаца, који, према проценама команде немачке војске, ионако не би желели да напусте Естонију. Поморске снаге под вицеадмиралом Теодором Бурчардијем започеле су евакуацију елемената немачких формација заједно са неким цивилима 17. септембра. Штаб је припремио детаљан план за напуштање положаја на фронту Нарве у ноћи између 18. и 19. септембар.

### Естонски циљеви
Разне естонске трупе, које су користиле људе који су дезертирали из 1. естонске дивизије, милиције, граничне одбране и батаљона помоћне полиције, нису имале генерално планирани циљ. Међутим, њихов циљ је био да одбране независност Естоније.

## Поређење снага
До почетка Талинске офанзиве 17. септембра на фронту Емајоги, II немачки армијски корпус сведен је на умерену дивизију од 4.600 људи, док се бранио против 140.000 људи совјетске 2. ударне армије. Док II армијски корпус практично није имао оклопне снаге, 3. балтички фронт је распоредио 300 оклопних возила. Дуж линије фронта од 90 километара Црвена армија је поставила 2.569 артиљеријских оруђа, постављајући 137 комада артиљерије по километру против практично непостојеће немачке артиљерије. 3. (германски) СС тенковски корпус, који је бројио 15.000 војника, супротставио се совјетској 8. армији која је бројала 55.000 војника на фронту у Нарви. Естонске трупе за независност бројале су 2.000 људи.

## Операције
Трећи балтички фронт започео је офанзиву рано ујутро 17. септембра. Након што је немачки II армијски корпус био изложен артиљеријском гранатирању од 132.500 граната, три водећа совјетска пушчана корпуса прешла су реку Емајиги у делу дужине фронта источно од Тарту и пробила одбрану. Друга ударна армија пробила се до немачког дивизијског штаба и артиљеријских положаја. Само је кампфгрупе Ребане, смештен близу Тартуа, држао свој положај, упркос великим губицима. Army Војни одред Нарва и XXVIII корпус, најсевернији елементи армијске групе Север, били су у опасности да буду окружени и уништени. Генерал Фердинанд Шернер наредио је II армијском корпусу да напусти одбрану фронта Емајиги и да се брзо повуче око северног врха језера Вирцјарв до Летоније.
Шест естонских граничних пукова, 113. безбедносни пук и остаци 20. дивизије Вафен СС-а који су се повлачили из најудаљенијег дела фронта Нарве у мочвари Кривасо, блокирале су јединице 8. естонског стрељачког корпуса и уништиле у биткама код Поркунија и Авинурме 20. и 21. септембра. Естонци совјетског пушачког корпуса убили су своје сународнике који су заробљени у Поркунију и склонили су своје рањене у парохијској цркви Авинурме.
Одбрана је дозволила армијском одреду Нарва да побегне из Естоније док су III (германски) СС тенковски корпус и 11. пешадијска дивизија напустили своје положаје, без знања совјетске 8. армије. Совјетске снаге почеле су напредовати рано ујутро, заузеле су Јихви, и до вечери стигле до линије Тојла–Јихви–Куртна, заробивши 63 ратна заробљеника. Сам Тенковски корпус прогласио је 30 мртвих или несталих у акцији и 30 рањених. У ноћи 20. септембра, седиште корпуса било је близу Парнуа на југозападној обали, заједно са "Недерландом", "Нордландом" и штабом 11. пешадијске дивизије. У Летонију су упућене "Нордланд" и 11. пешадијска дивизија, под командом 16. армије. "Недерланду" је преостало да организује одбрану Парнуа. Дана 23. септембра, "Недерланд" је гранатирао луку и повукао се у Летонију. Дана 24. септембра у близини Икле на летонској граници, позадина "Недерланда" извела је последњу битку на естонском терену, уништивши 12–15 совјетских тенкова.
Војно особље, рањеници, институције и индустрија, затвореници и цивили углавном су евакуисани преко мора. Шеф евакуације за морнарицу био је адмирал Источног Балтичког мора, Теодор Бурчарди. Био је углавном одговоран за обезбеђивање евакуације из Талина и Палдискија. У ту сврху заповедао са флотом од приближно 50 малих ратних бродова, лансирних бродова, бродова за пратњу и других пловила. У року од шест дана из Естоније је евакуисано око 50.000 војника, 20.000 цивила, 1.000 ратних заробљеника и 30.000 тона робе, а 38.000 војника евакуисано је преко мора. Током евакуације из Талина, следећи бродови претрпели су озбиљну штету од напада совјетске авиације: на бродовима Нетелбек и Вп 1611, 8 људи је убијено и 29 рањено, РO-22 је директно погођен и погинуло је 100 чланова посаде, болнички брод Морео, са 1.155 људи потонуо је усред Балтичког мора при чему је живот изгубило 637 људи. Евакуација морем, упркос чињеници да је време за евакуацију било много краће од планираног, сматрало се потпуним успехом, са само 0,9% настрадалих током евакуације.
Дана 18. септембра 1944, привремена влада коју је формирао Национални комитет Републике Естоније у Талину поново је прогласила независност Естоније. Естонске војне јединице сукобиле су се са немачким трупама у Талину, заузевши државне канцеларије у Тоомпеи. Влада је апеловала на Совјетски Савез да призна независност републике.
До тренутка када су прве јединице Лењинградског фронта рано 22. септембра стигле у Талин, немачке трупе су практично напустиле град и улице су биле празне. Последња немачка јединица која је тог јутра напустила Талин био је 531. морнарички артиљеријски батаљон. Пре укрцавања уништена је сва стационарна артиљерија и наоружање, посебна опрема, пушке које се нису могле евакуисати, муниција, телефонска централа, радио-кућа, локомотиве и железнички вагони и железница. Из мора је пуцано на електрану у Талину, а стара градска лука је уништена. Немачке јединице у повлачењу нису имале борбени контакт са Црвеном армијом у Талину. Влада Естоније није успела да концентрише естонске војнике који су се повлачили са фронтова Нарва и Емајиги, јер су јединице биле расуте и помешане са немачким одредима који су се повлачили према Летонији. Стога је влади недостајало значајних војних снага да одбије совјетске снаге концентрисане око Талина. Јединице које су обезбеђивале главни град и владу предводио је контраадмирал Јохан Питка. Трупе Лењинградског фронта заузеле су Талин 22. септембра. Јури Уљотс, вршилац дужности председника Естоније, побегао је у Шведску. Следећих дана неколико естонских борбених група за независност напало је совјетске трупе у окрузима Харјума и Ланема али безуспешно.

## Последице
Немачка евакуација извршена је уредно. Напори армијске групе Север су се исплатили и Совјети и Врховна команда Вермахта били су изненађени и импресионирани брзином евакуације. Осма армија је заузела преостала западноестонска острва (Монсундска острва) у операцији Монсундско искрцавање, амфибијским нападом. Генерално, балтичка офанзива резултирала је протеривањем немачких снага из Естоније, Литваније и великог дела Летоније.

### Совјетска реокупација
Совјетска владавина Естонијом поново је успостављена силом, а уследила је совјетизација која је углавном спровођена од 1944. до 1950. Принудна колективизација пољопривреде започела је 1947. године, а завршена је након масовне депортације Естонаца у марту 1949. године. Све приватне фарме су конфисковане, а пољопривредници су приморани да се придруже колективним фармама. Оружани покрет отпора 'шумска браћа' био је активан све до масовних депортација. Укупно 30.000 је учествовало или подржало покрет; 2.000 је убијено. Совјетске власти у борби против шумске браће претрпеле су и стотине смртних случајева. Међу убијенима с обје стране било је невиних цивила. Поред оружаног отпора шумске браће, био је активан и један број подземних националистичких школских група. Већина њихових чланова осуђена је на дуготрајне затворске казне. Казнене радње брзо су смањене након смрти Јосифа Стаљина 1953. године, од 1956. до 1958. великом делу депортованих и политичких затвореника дозвољен је повратак у Естонију. Политичка хапшења и бројни други злочини против човечности почињени су током читавог периода окупације до касних 1980-их. Уосталом, покушај интеграције естонског друштва у совјетски систем је пропао. Иако је оружани отпор поражен, становништво је остало антисовјетско. Ово је помогло Естонцима да организују нови покрет отпора крајем 1980-их и поврате своју независност 1991. године.

## Додатни извори
- Glantz, D. Soviet Military Deception in the Second World War, Frank Cass, London, 1989,  0-7146-3347-X
- Vercamer, A. Naval war in the Baltic Архивирано на веб-сајту  (3. мај 2017), article accessed 18/04/08